# Хулио, Дейвис
Дейвис Хулио Бланко (исп. Deivis Julio Blanco; 12 сентября 1980, Мария-ла-Баха, Колумбия) — колумбийский боксёр-любитель, участник Олимпийских игр 2008 года, серебряный призёр Панамериканских игр (2015), двукратный чемпион Южноамериканских игр (2014, 2018), чемпион и двукратный призёр Игр Центральной Америки и Карибского бассейна (2010, 2014, 2018), многократный чемпион и призёр национального первенства в любителях.

## Биография
Заниматься боксом Хулио начал в 18 лет. Первым крупным турниром в карьере колумбийца стали Панамериканские игры 2007 года, где он выбыл в первом раунде, уступив будущему чемпиону кубинцу Осмаю Акосте. В 2007 году Дейвис дебютировал на чемпионатах мира, но выбыл из турнира уже, проиграв азербайджанцу Эльчину Ализаде уже спустя 15 секунд после начала боя. В апреле 2008 года Хулио Бланко победил во второй американской олимпийской квалификации в категории до 91 кг и получил право выступить на летних Олимпийских играх в Пекине. На самих Играх Дейвис уступил по очкам в первом раунде французу Джону М’Бумбе 5:11 и выбыл из дальнейшей борьбы за медали.
Первого успеха Дейвис смог добиться в 2010 году, когда стал чемпионом Игр Центральной Америки и Карибского бассейна. С 2013 года Хулио стал постоянно занимать призовые места на важнейших соревнованиях. Дейвис стал серебряным призёром Боливарианских игр, чемпионом Южноамериканских игр, бронзовым призёром Игр Центральной Америки и Карибского бассейна. Своего главного успеха опытный колумбийский боксёр добился в 2015 году, когда стал серебряным призёром Панамериканских игр, уступив в финале кубинцу Эрисланди Савону.